# Гэмбл, Кевин
Кевин Дуглас Гэмбл (англ. Kevin Douglas Gamble; род. 13 ноября 1965 года, Спрингфилд, штат Иллинойс) — американский баскетболист и баскетбольный тренер. Играл на позиции лёгкого форварда за клубы НБА «Портленд Трэйл Блэйзерс», «Бостон Селтикс», «Майами Хит» и «Сакраменто Кингз». После завершения игровой карьеры стал тренером, в качестве главного тренера работал с баскетбольной командой Иллинойсского университета в Спрингфилде, в 2012 году назначен помощником тренера баскетбольной команды Центрального Мичиганского университета.

## Ранние годы
Гэмбл родился в Спрингфилде, штат Иллинойс, воспитывался матерью-одиночкой. Во время учёбы в старшей школе Ланфиер он был звездой школьной баскетбольной команды. В 1983 году он привёл её к победе в чемпионате штата, сезон команда завершила с 30 победами и тремя поражениями. Гэмбл был удостоен включения в символическую сборную финального турнира, в котором разыгрывалось звание чемпиона Иллинойса.
После школы Гэмбл поступил в Колледж Линкольна в Иллинойсе, где два сезона играл за университетскую баскетбольную команду под руководством тренера Алана Пикеринга. После двух лет в Линкольне Гэмбл принял решение перевестись в Айовский университет. Там в 1985 году в студенческую команду «Айова Хокайс» набирался сильный состав новичков, в который помимо Гэмбла входили Би Джей Армстронг, Рой Марбл, Лес Джепсен и Эд Хортон. Все пять игроков впоследствии выступали в НБА. Хортон играл вместе с Гэмблом за школьную команду.
Когда Гэмбл переехал в Айову, тренером университетской команды был Джордж Равелинг. Он использовал Кевина в качестве запасного, не позволяя толком раскрыться. В 1986 года Равелинга на посту тренера сменил Том Дэвис, который сразу доверил Гэмблу, проводившему свой последний сезон в студенческом баскетболе, место в стартовой пятёрке. Команда очень уверенно начала сезон, одержав 17 побед подряд и в рейтинге Associated Press заняв первое место среди студенческих команд. В турнире NCAA 1987 года Гэмбл забросил победный бросок в матче 1/8 финала против команды Оклахомского университета. В четвертьфинальном матче против команды из Лас-Вегаса Кевин также имел возможность стать героем встречи, однако его трёхочковый бросок с сиреной вышел неточным.

## Карьера в НБА
На драфте НБА 1987 года Гэмбл был выбран в третьем раунде под общим 63-м номером командой «Портленд Трэйл Блэйзерс». В дебютном сезоне он не получил возможности проявить себя. Сыграв лишь 9 матчей, в которых суммарно провёл на площадке лишь 19 минут, 9 декабря 1987 года Гэмбл был отчислен из команды.
Большую часть 1988 года Гэмбл провёл, выступая за команду Континентальной баскетбольной ассоциации «Куад-Сити Тандер», где отличался высокой результативностью, в среднем набирая 21,1 очка за игру. Летом и осенью Кевин попробовал вернуться в НБА, побывал в тренировочных лагерях «Детройт Пистонс» и «Милуоки Бакс», но не подошёл обеим командам. Месяц он выступал на Филиппинах за местную команду «Анехо Рум». После возвращения в «Куад-Сити Тандер» Гэмбл стал набирать ещё больше очков — в среднем 27,8 за игру, чем обратил на себя внимание скаутов команд НБА.
В декабре 1988 года один из лидеров «Бостон Селтикс» Ларри Бёрд был травмирован, поэтому в команду пригласили Гэмбла. Он подписал с «Селтикс» контракт до конца сезона, но поначалу играл редко, пропустив 17 матчей регулярного сезона. Лишь в концовке сезона Кевин получил достаточно игрового времени, чтобы проявить себя. В последних шести играх он набирал не менее 15 очков, а в последней игре сезона набрал 31 очко.
Отыграв ещё один сезон за «Селтикс» в качестве запасного, Гэмбл получил место в стартовой пятёрке команды в сезоне 1990/1991. Он принимал участие в каждой игре и набирал в среднем 15,6 очков, что было четвёртым показателем в команде после Бёрда, Реджи Льюиса и Кевина Макхейла. С процентом попаданий 58,7 % он занимал третье место среди игроков НБА. В голосовании на присуждение награды самому прогрессирующему игроку НБА Гэмбл занял второе место, уступив Скотту Скайлзу из «Орландо» с отрывом всего в четыре голоса.
Гэмбл отыграл ещё три сезона за «Селтикс», с каждым его игровое время уменьшалось, а результативность падала. В сезоне 1993/1994 он лишился места в стартовой пятёрке. Летом 1994 года Гэмбл в статусе свободного агента заключил контракт с «Майами Хит». Там он также был запасным и имел куда меньше игрового времени, чем в «Селтикс». После полутора сезонов в «Хит» в феврале 1996 года Гэмбл был обменян в «Сакраменто Кингз». В «Кингз» он провёл два ничем не примечательных сезона, на площадку попадал не всегда, в сезоне 1997/1998 набирал всего 5 очков за игру. В сезоне 1997/1998 Гэмбл ни разу не сыграл за «Кингз» и 20 февраля 1998 года был отчислен из команды. После этого он завершил игровую карьеру.

## Тренерская карьера
В 2002 году Гэмбл был назначен главным тренером студенческой команды «Прэйри Старз» Иллинойсского университета в Спрингфилде. Команда успешно выступала в National Association of Intercollegiate Athletics, в 2006 году выиграла турнир конференции, через год стала лучшей командой конференции в регулярном сезоне и в плей-офф. Гэмбл дважды признавался лучшим тренером конференции. В 2009 году «Прэйри Старз» стали выступать во втором дивизионе NCAA. Единственный сезон под руководством Гэмбла в NCAA команда завершила с 11 победами и 13 поражениями.
В июне 2010 года Гэмбл покинул Спрингфилд и был назначен на должность директора по развитию игроков и видеооперациям в Колледже Провиденса. Там он работал вместе с главным тренером университетской баскетбольной команды Кено Дэвисом, сыном Тома Дэвиса, под началом которого Гэмбл играл в Айове. В апреле 2012 года Гэмбл вслед за Дэвисом перешёл на работу в Центральный Мичиганский университет, где занял должность помощника главного тренера.

## Статистика

### Статистика в НБА
| Сезон                                                                                    | Команда    | Регулярный сезон | Регулярный сезон | Регулярный сезон | Регулярный сезон | Регулярный сезон | Регулярный сезон | Регулярный сезон | Регулярный сезон | Регулярный сезон | Регулярный сезон | Регулярный сезон | Серия плей-офф | Серия плей-офф | Серия плей-офф | Серия плей-офф | Серия плей-офф | Серия плей-офф | Серия плей-офф | Серия плей-офф | Серия плей-офф | Серия плей-офф | Серия плей-офф |
| Сезон                                                                                    | Команда    | GP               | GS               | MPG              | FG%              | 3P%              | FT%              | RPG              | APG              | SPG              | BPG              | PPG              | GP             | GS             | MPG            | FG%            | 3P%            | FT%            | RPG            | APG            | SPG            | BPG            | PPG            |
| ---------------------------------------------------------------------------------------- | ---------- | ---------------- | ---------------- | ---------------- | ---------------- | ---------------- | ---------------- | ---------------- | ---------------- | ---------------- | ---------------- | ---------------- | -------------- | -------------- | -------------- | -------------- | -------------- | -------------- | -------------- | -------------- | -------------- | -------------- | -------------- |
| 1987/88                                                                                  | Портленд   | 9                | 0                | 2,1              | 0,0              | 0,0              | -                | 0,3              | 0,1              | 0,2              | 0,0              | 0,0              | Не участвовал  | Не участвовал  | Не участвовал  | Не участвовал  | Не участвовал  | Не участвовал  | Не участвовал  | Не участвовал  | Не участвовал  | Не участвовал  | Не участвовал  |
| 1988/89                                                                                  | Бостон     | 44               | 6                | 8,5              | 55,1             | 18,2             | 63,6             | 1,0              | 0,8              | 0,3              | 0,1              | 4,3              | 1              | 1              | 29,0           | 36,4           | 0,0            | 0,0            | 1,0            | 2,0            | 1,0            | 0,0            | 8,0            |
| 1989/90                                                                                  | Бостон     | 71               | 10               | 13,9             | 45,5             | 16,7             | 79,4             | 1,6              | 1,7              | 0,4              | 0,1              | 5,1              | 3              | 0              | 2,7            | 60,0           | -              | -              | 0,3            | 0,7            | 0,0            | 0,0            | 2,0            |
| 1990/91                                                                                  | Бостон     | 82               | 76               | 33,0             | 58,7             | 0,0              | 81,5             | 3,3              | 3,1              | 1,2              | 0,4              | 15,6             | 11             | 11             | 21,6           | 48,3           | -              | 66,7           | 1,2            | 1,7            | 0,4            | 0,2            | 6,0            |
| 1991/92                                                                                  | Бостон     | 82               | 77               | 30,4             | 52,9             | 29,0             | 88,5             | 3,5              | 2,7              | 0,9              | 0,5              | 13,5             | 10             | 10             | 33,5           | 47,3           | 0,0            | 80,0           | 4,2            | 2,3            | 1,2            | 0,6            | 13,6           |
| 1992/93                                                                                  | Бостон     | 82               | 58               | 31,0             | 50,7             | 37,4             | 82,6             | 3,0              | 2,8              | 1,0              | 0,5              | 13,3             | 4              | 4              | 35,5           | 54,8           | 41,7           | 100,0          | 2,3            | 2,5            | 1,5            | 0,3            | 13,8           |
| 1993/94                                                                                  | Бостон     | 75               | 29               | 25,1             | 45,8             | 24,3             | 81,7             | 2,1              | 2,0              | 0,8              | 0,3              | 11,5             | Не участвовал  | Не участвовал  | Не участвовал  | Не участвовал  | Не участвовал  | Не участвовал  | Не участвовал  | Не участвовал  | Не участвовал  | Не участвовал  | Не участвовал  |
| 1994/95                                                                                  | Майами     | 77               | 0                | 15,9             | 48,9             | 39,8             | 78,4             | 1,6              | 1,5              | 0,7              | 0,1              | 7,4              | Не участвовал  | Не участвовал  | Не участвовал  | Не участвовал  | Не участвовал  | Не участвовал  | Не участвовал  | Не участвовал  | Не участвовал  | Не участвовал  | Не участвовал  |
| 1995/96                                                                                  | Майами     | 44               | 13               | 23,5             | 39,4             | 41,8             | 86,8             | 2,0              | 1,9              | 0,7              | 0,1              | 6,9              | Не участвовал  | Не участвовал  | Не участвовал  | Не участвовал  | Не участвовал  | Не участвовал  | Не участвовал  | Не участвовал  | Не участвовал  | Не участвовал  | Не участвовал  |
| 1995/96                                                                                  | Сакраменто | 21               | 0                | 13,9             | 42,7             | 26,1             | 50,0             | 1,3              | 0,9              | 0,2              | 0,1              | 3,9              | 2              | 0              | 1,5            | -              | -              | -              | 0,0            | 0,0            | 0,0            | 0,0            | 0,0            |
| 1996/97                                                                                  | Сакраменто | 62               | 2                | 15,4             | 43,0             | 48,2             | 70,0             | 1,7              | 1,2              | 0,3              | 0,3              | 5,0              | Не участвовал  | Не участвовал  | Не участвовал  | Не участвовал  | Не участвовал  | Не участвовал  | Не участвовал  | Не участвовал  | Не участвовал  | Не участвовал  | Не участвовал  |
|                                                                                          | Всего      | 649              | 271              | 22,4             | 50,2             | 36,0             | 81,0             | 2,2              | 2,0              | 0,7              | 0,3              | 9,5              | 31             | 26             | 24,4           | 48,6           | 33,3           | 72,7           | 2,1            | 1,8            | 0,7            | 0,3            | 8,7            |
| Наведите курсор мыши на аббревиатуры в заголовке таблицы, чтобы прочесть их расшифровку. |            |                  |                  |                  |                  |                  |                  |                  |                  |                  |                  |                  |                |                |                |                |                |                |                |                |                |                |                |